# Aurélie Ghika
Pour les articles homonymes, voir Ghica.
Œuvres principales
- Nos étrennes, 1841
- La Valachie moderne,
- Lettres d’un penseur des bords du Danube, 1852
- La duchesse de Cerni, 1866
- Les pensées de la solitude, préface d'Alexandre Dumas fils, Paris, 1891
- Démètre Ghika, 1897
- Le roi Milan, 1901

Henriette Aurélie Soubiran, dite de Soubiran, par mariage princesse Ghika (on trouve aussi l'orthographe Ghica ou Ghyka), est une femme de lettres française née à Caen (Calvados) le 27 mars 1820 et morte à Lectoure (Gers) le 21 février 1904.

## Biographie

### Paul Émile Soubiran

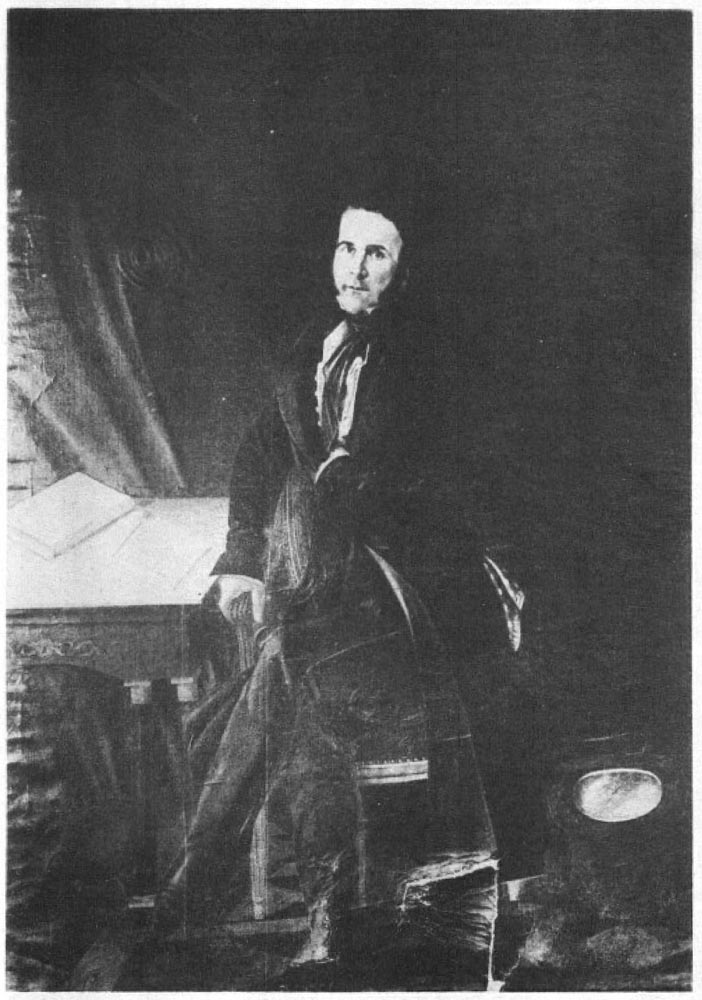
Paul Émile Soubiran, père d’Aurélie Ghika.

Son père, Paul Émile Soubiran (1770-1855), né à Lectoure (Gers), fils d’un orfèvre, est une sorte d’aventurier, joueur, séducteur, parlant couramment, outre le gascon et le français, l’espagnol et l’anglais, qui, d’abord militaire, profite des troubles politiques du temps pour intriguer, espionner, changer de camp au gré des circonstances, s’attribuer des noms, des titres et des nationalités, sans cesse traqué par différentes polices et n’hésitant pas, pour s’enfuir, à prendre tous les déguisements, cuisinier ou évêque. Pourtant, grâce à ses multiples relations, qui savent à quoi s’en tenir sur son compte mais qui peuvent au besoin avoir recours à ses services, il évite la prison. Il épouse en troisièmes noces, à Vire en Normandie, Caroline Aimée Le Sueur de La Chapelle. Il termine ses jours paisiblement dans sa ville natale.

### « Demi-mondaine »
Le couple Soubiran a eu trois enfants, un garçon et deux filles, dont la cadette est Aurélie de Soubiran, avec une particule qu'elle conservera. La fille aînée, Heldémone, serait partie vivre à Paris une vie de courtisane, et serait morte de ses excès. La chronique juridique de 1854 rapporte le procès intenté par son mari, M. Privat, directeur de l’Hôtel des Princes, qui apprend fortuitement que son épouse a contracté, plusieurs années auparavant, un mariage à Londres avec un M. Pavy. Le second mariage est annulé par le tribunal. Le frère, Jean Baptiste, lèguera à Aurélie, en 1849, le domaine de Cassagnau, près de Lectoure.
Aurélie doit avoir reçu une excellente éducation, car elle est férue de littérature et fréquente les hommes de lettres et les artistes. Elle écrit elle-même (elle commence à publier en 1841). La rumeur prétend qu’elle tiendrait un salon de jeux. Il demeure difficile, entre les jugements peu flatteurs des uns, et les commentaires plutôt élogieux des autres, sur sa culture et son talent d'écrivain, de faire la part des choses. Elle se produit comme actrice sur les planches du théâtre de l’Odéon (L’une pour l’autre, de Prosper Poitevin, 1847) et y aurait fait l’unanimité sur « sa chute ». Fréquentant le salon littéraire de Gavarni en 1841, elle y rencontre, entre autres, Alexandre Dumas, Alphonse Karr, Henri Monnier, Léon Gozlan... Elle rédige une notice sur Paris le matin dans le recueil des Œuvres choisies de Gavarni, Études contemporaines (Paris, Hetzel, 1847). Au cours d'une des soirées, Honoré de Balzac lit les lignes de sa main et lui prédit qu'elle règnera un jour. « Sur la Revue des Deux-Mondes ? dit Aurélie en riant — Non, sur un peuple ».

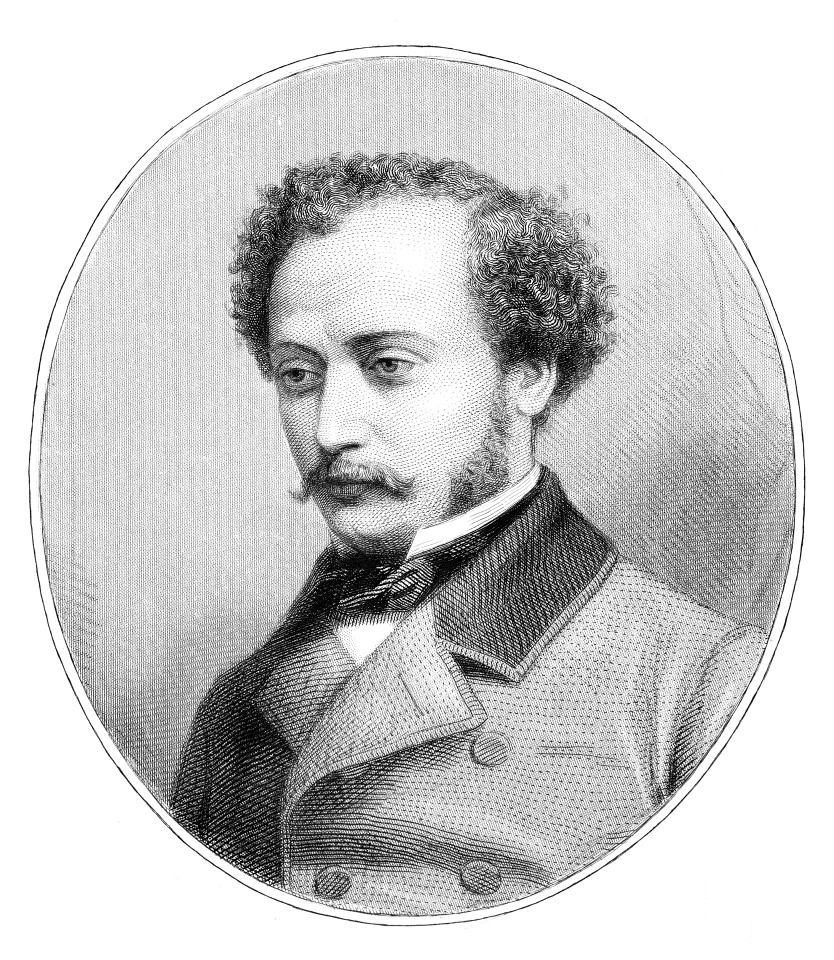
Alexandre Dumas fils.
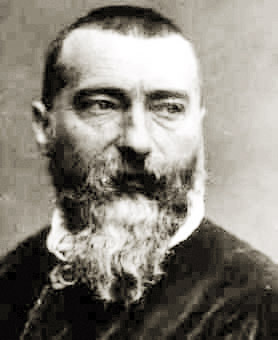
Alphonse Karr.
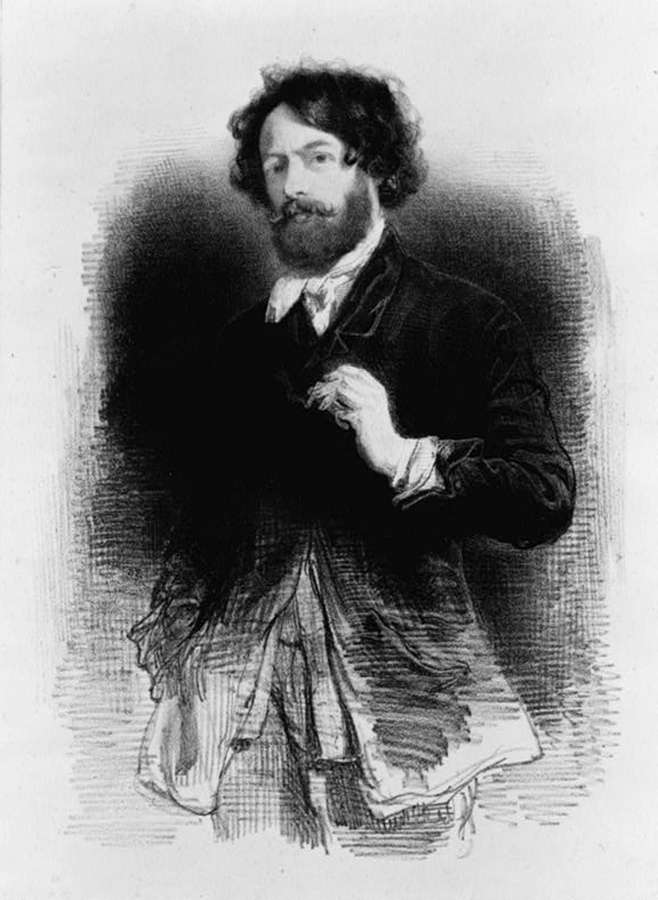
Paul Gavarni, autoportrait.
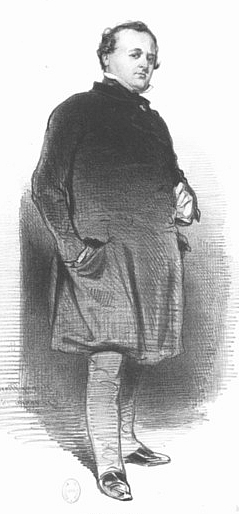
Henry Monnier, par Gavarni.
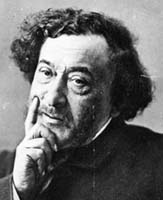
Léon Gozlan, par Nadar.

### Princesse

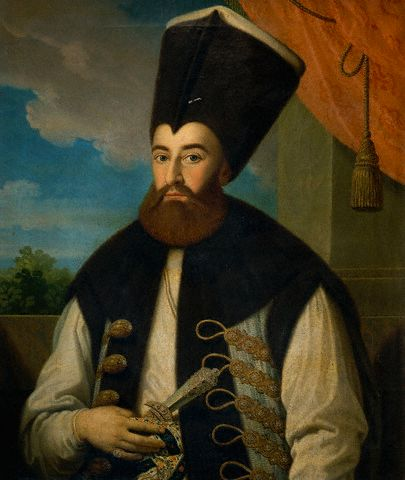
Grigore IV Ghica, beau-père d’Aurélie Ghica.

Elle épouse le 23 novembre 1849 le prince Grigore Ghika, un des fils du hospodar de Valachie Grigore IV Ghica. Né en 1813. Grigore a eu deux enfants, Gheorghe (1837-1888) et Lucia Ruxandra (1838-1899) avec Alexandra Coressi, avec qui il n'était pas légalement marié. Les Ghyka (ou Ghika ou Ghica), constituent l’une des plus grandes familles princières d’Europe, régnant sur la Moldavie et la Valachie pendant deux siècles, depuis 1659  (jusqu'en 1678 sous le nom de Ghica, ensuite alliés à d'autres familles) jusqu’en 1859 où les deux principautés fusionnent pour former le « vieux royaume » de Roumanie.
C’est un mariage d’amour, qui s’annonce très heureux. Aurélie suit son époux en Roumanie. Pendant dix années, « les plus heureuses de sa vie », elle s'intéresse au pays, à son histoire, à sa politique. Elle écrit plusieurs ouvrages sur le sujet et devient une ambassadrice de ce pays. Du reste beaucoup d'écrivains et de poètes roumains sont connus en France pour assurer la renommée de leur pays. Gérard de Nerval, avant d'être reçu en Roumanie, en 1844-1845, et bien avant d'écrire son Aurélia, a déjà lu des quantités d'ouvrages, et ceux d'Aurélie en font partie.
Le prétendant Grigore Ghica a de bonnes chances de monter sur le trône des principautés réunies de la Valachie et de la Moldavie, et la prédiction de Balzac est donc près de se réaliser. Le couple va s'installer pour un temps à Paris, au 5 de la rue Tronchet. Le 23 septembre 1858, ils sont en voiture sur les Champs-Élysées, à bord d'une victoria menée par le cocher valaque du prince. Aurélie et Maria Hangherli, la mère de Grigore, descendent pour faire des emplettes et alors que la voiture est repartie, les chevaux s’emballent, la voiture se renverse et est traînée une cinquantaine de mètres avant qu'un ouvrier n'arrête les chevaux. Le cocher est grièvement blessé, le prince transporté chez lui meurt au bout de quelques heures. C'est un drame pour Aurélie. La sympathie envers le couple est unanime dans le tout-Paris. Cependant, un de leurs proches rappelle que le bon côté de Grigore Ghika venait surtout de son non-engagement politique : il avait été nomme magistrat, puis député dans son pays, et avait rapidement démissionné de ces fonctions, préférant la vie parisienne et sa passion des attelages qui lui a été fatale. Le même auteur rappelle que le titre de « prince », que Grigore utilisait hors de son pays, et donc de « princesse » pour Aurélie, n’avait aucune légitimité, Grigore n’étant que beyzade (littéralement « fils de prince »).
Grigore avait laissé un testament en faveur d’Aurélie, qui revient en Roumanie, comme dame de compagnie de la princesse Elena Cuza. Elle fréquente toujours les cercles littéraires, est très proche de son cousin par alliance, l'écrivain, diplomate et deux fois premier ministre Ion Ghica, du poète Vasile Alecsandri, et du prince régnant, Alexandru Ioan Cuza. Mais le nouveau gouvernement roumain de Charles 1er de Hohenzollern, qui succède au règne d’Alexandre Cuza, et peut-être la famille Ghika, n'entendent pas laisser la jeune veuve profiter des biens de Grigore. Elle accepte de transiger pour une rente annuelle de 25 000 francs.

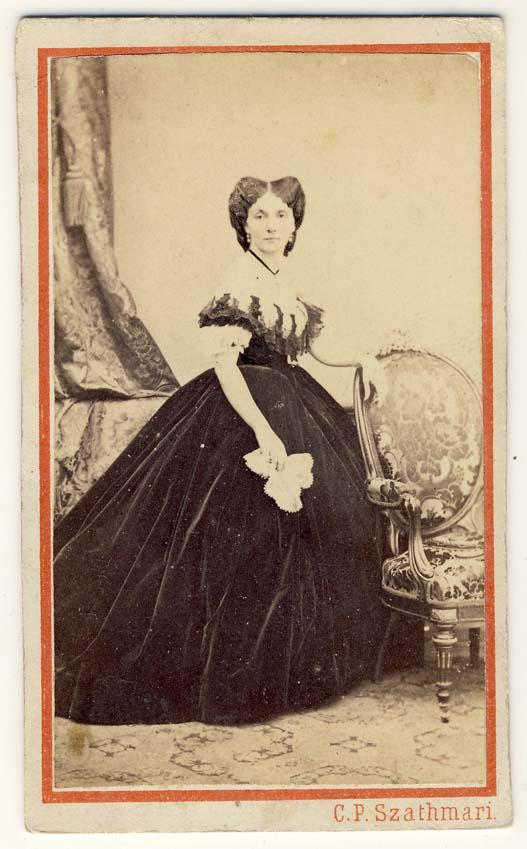
Elena Cuza, par Charles Szathmári.
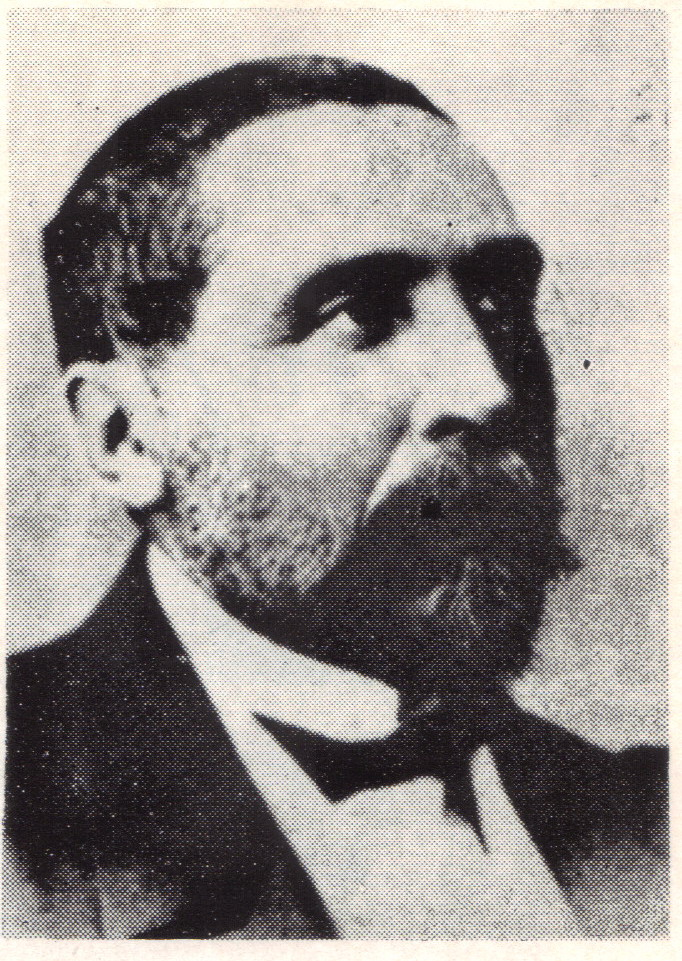
L'écrivain Ion Ghica.
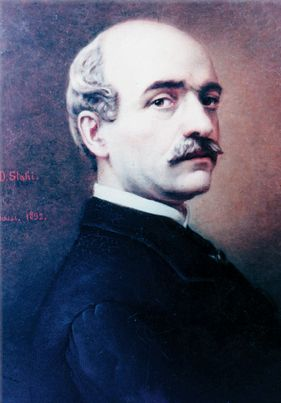
Vasile Alecsandri.

### Retraite

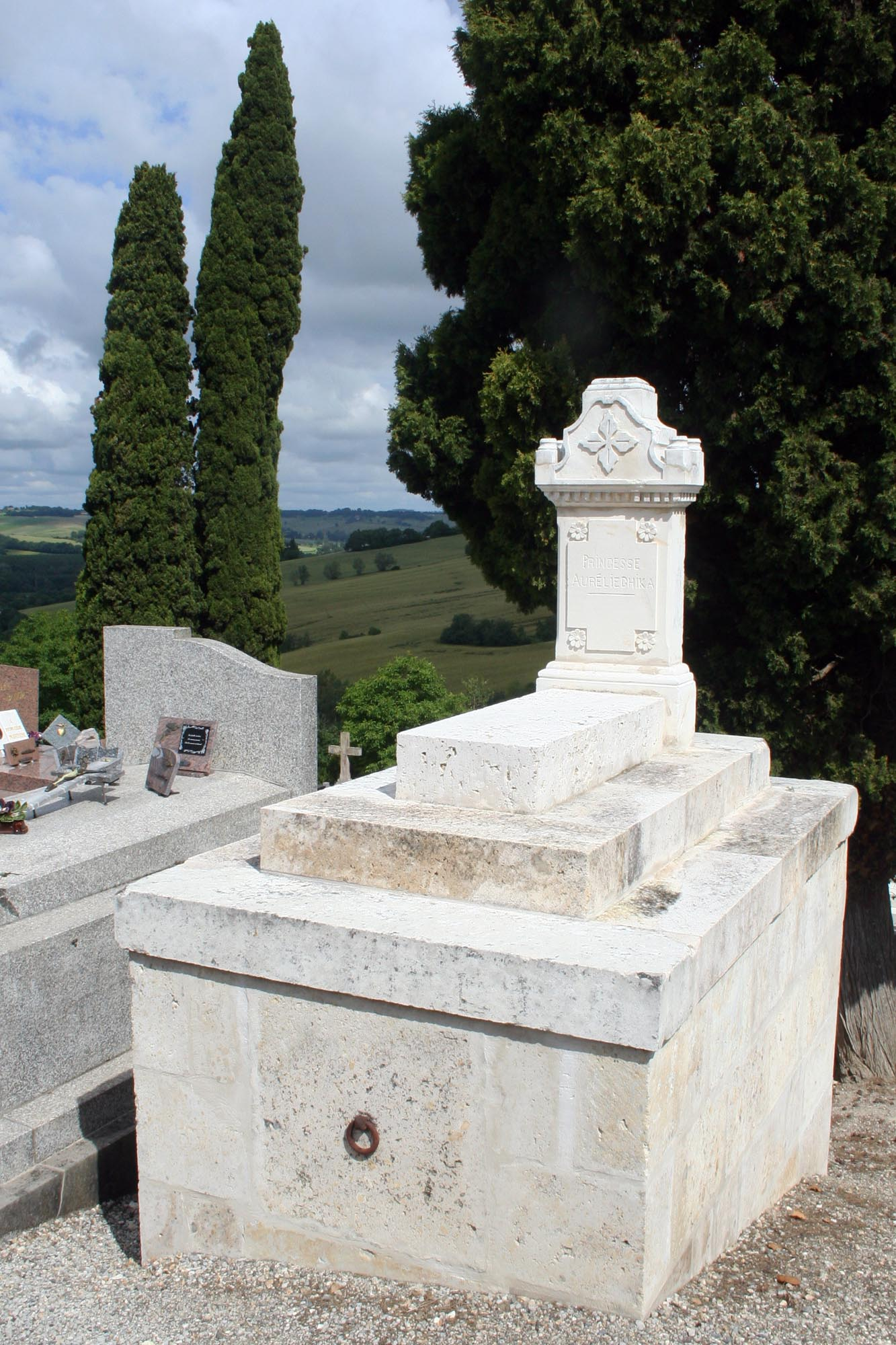
La tombe d'Aurélie Ghika à Lectoure.

En 1866, elle se retire à Lectoure, où elle habite une maison de l’actuelle rue Nationale (au no 29), près de la tour d’Albinhac, après avoir vécu un temps au domaine de Cassagnau que lui a légué son frère. L’arrivée de cette dame au titre pourtant prestigieux suscite un intérêt mitigé parmi la bonne société locale, qui n’a sans doute pas oublié les frasques de Paul Soubiran, et qui ne voit en elle qu'une sorte de demi-mondaine parvenue. Alors que chaque maîtresse de maison a son « jour » pour recevoir ses amies avec thé et petits fours, à l’entrée de la princesse Ghika, les tasses et les assiettes disparaissent sous les fauteuils et les grandes robes à volants. Accueillant son ami, le poète Clovis Hugues, elle répond à son lyrique « Salut, ville dix fois guerrière ! Nid d'aigles, berceau de géants », adressé à la ville de Lectoure, par un dédaigneux « Nid d'oies ! »
Pourtant, avec le temps et l'évolution de la société bourgeoise, Aurélie Ghika montre qu’elle sait recevoir avec tout le luxe et la distinction requis, et bientôt tout le monde se presse chez elle, conquis, sinon par sa littérature, du moins par l'écriture exquise et originale de ses billets d'invitation, et par la qualité de sa cuisinière. Cependant, elle ne cesse pas de communiquer avec ses amis roumains, les écrivains, et d'écrire elle-même. En 1866, elle publie La Duchesse Cerni, roman épistolaire (paru en 1865 dans La Revue moderne) dont l'héroïne, Henriette (premier prénom d’Aurélie Ghika), une Française épousant l’héritier d’un duché imaginaire, est une sorte d’autoportrait où se retrouvent des éléments réels, tels le portrait du mari et sa mort (ici, d’un accident de chemin de fer). 
Si son œuvre est passée inaperçue pendant longtemps, et surtout dans son pays natal, elle est maintenant reconnue en Roumanie. En son temps les « élites » intellectuelles roumaines pratiquaient le français et les écrits d'Aurélie Ghika n'avaient pas été traduits en roumain. En 1891, elle publie anonymement Pensées de la solitude, recueil d’aphorismes sans grande originalié, avec une longue préface assez ironique de son ami Alexandre Dumas fils.
Elle meurt le 21 février 1904 et est enterrée au cimetière Saint-Gervais de Lectoure.

## Œuvres
- Nos étrennes, avec J.-M. de Roques, Toulouse, Dupin, 1841, 48 p.
- Virginie, Paris, 1845
- Paris le matin, notice dans les Œuvres choisies de Gavarni, Études contemporaines, Paris, Hetzel, 1847
- Marguerite et Jeanne, suivi de
- Le petit livre des femmes, Paris, Comptoir des imprimeurs-unis, 1848
- La Valachie moderne, Paris, Comptoir des imprimeurs-unis, 1850 (réf BNF M-26716)
- Lettres d’un penseur des bords du Danube, Paris, comptoir des imprimeurs, 1852. Dédié au prince Grigore Ghika, hospodar de Valachie.
- Denkerbriefe von wallachischen Donauufer, 1854
- La Valachie devant l'Europe, Paris, 1858 (réf BNF J-18547) Google books
- La duchesse de Cerni, Paris, J. Hetzel, 1866
- Madame Malborough ou la fidélité conjugale, caprice sentimental poétisé par l'ange des Songes, anonyme, présenté comme écrit par un nommé Pellegrin, Lectoure, Oriacombe, 1877
- Le carême à Saint-Gervais de Lectoure, Lectoure, 1877
- Le Prince Napoléon, Lectoure, 1891 (réf BNF Microfiche 8-LN27-39989)
- Les pensées de la solitude, préface d'Alexandre Dumas fils, Paris, 1891
- À mes compatriotes, Lectoure, 1896
- Orgueil patriotique, Lectoure, 1896
- Démètre Ghika, Lectoure, 1897
- Le roi Milan, Lectoure, 1901
- Le roi Charles de Roumanie, Lectoure, 1901

## Sources
- Deux siècles d'histoire de Lectoure (1780-1980), Syndicat d'initiative, Lectoure, 1981.
- Henri Sales, « Études préliminaires sur la Princesse Ghica », Bulletin de la Société archéologique du Gers, 3e trimestre 1967.
- Louis Puech, Un aventurier gascon, Paul Émile Soubiran, Lectoure, Auch, Imp. Cocharaux, 1907